# Birdhouse in Your Soul
Birdhouse in Your Soul é o quinto EP da banda They Might Be Giants, lançado em 1990.
| Críticas profissionais                                                      | Críticas profissionais |
| Avaliações da crítica                                                       | Avaliações da crítica  |
| Fonte                                                                       | Avaliação              |
| --------------------------------------------------------------------------- | ---------------------- |
| allmusic                                                                    | [ 2 ]                  |
| Esta tabela precisa de ser acompanhada por texto em prosa. Consulte o guia. |                        |

## Faixas
1. "Birdhouse In Your Soul" - 3:15
2. "Hot Cha" - 1:33